# Boeckella titicacae
Boeckella titicacae is een eenoogkreeftjessoort uit de familie van de Centropagidae. De wetenschappelijke naam van de soort is voor het eerst geldig gepubliceerd in 1955 door Harding.